# ルース・プラワー・ジャブヴァーラ
ルース・プラワー・ジャブヴァーラ（Ruth Prawer Jhabvala、CBE、1927年5月7日 - 2013年4月3日）は、ドイツ出身のユダヤ系小説家・脚本家。特にジェームズ・アイヴォリー作品の映画脚本で知られている。

## 来歴
両親はポーランド系ユダヤ人とドイツ系ユダヤ人。名前の発音はルート・プラヴァ―で、英語読みされるとルース、仲間内ではルートと呼ばれる。プラヴァーはドイツ名で英語読みというのは特になく、プラワーとしたのは映画配給会社の映画公開時の資料製作時のミス。
ドイツのケルンで生まれたが、ナチスから逃れるため彼女が12歳の時に家族でイギリスに移住。ロンドン大学で英文学を学ぶ。同校で出会ったインド出身の建築家C.S.H.ジャブヴァーラと結婚し、彼の故郷デリーに移る。その地で経験したことを元に小説を書き始める。
1963年にインドを舞台にした英語による映画を企画していたジェイムズ・アイヴォリーとイスマイル・マーチャントは、彼女の小説『The Householder』に着目し、映画化を要請。これをアイヴォリーと共に脚色することとなり、その映画化『新婚生活』（日本はテレビ放映のみ）で、脚本家としてデビュー。続いて、インドを巡演する英国の旅芸人の道中を描いた『インドのシェイクスピア』を描き下ろし、以降、アイヴォリー作品で脚本を手がけ、『眺めのいい部屋』と『ハワーズ・エンド』でアカデミー脚色賞を受賞し、『日の名残り』でノミネート。その他にも、多数の映画賞を受賞している。
また、1975年に『Heat and Dust』でブッカー賞を受賞し、その映画化を自ら脚色した『熱砂の日』でも高く評価され、84年英国アカデミー賞（BAFTA）の脚色賞を受賞した。日本では小説の翻訳は未だにないが、短編は幾つか翻訳されている。2005年には『Refuge in London』でオー・ヘンリー賞を受賞した。
一時期、英国で暮らしていたが、後にアメリカに国籍を移し、ニューヨーク郊外で暮らしていた。2013年4月3日、肺疾患のためニューヨークで死去。85歳没。

## 脚本
特記以外はアイヴォリー作品
- 新婚生活 The Householder (1963)
- インドのシェイクスピア Shakespeare-Wallah (1965)
- The Guru (1969)
- ボンベイ・トーキー Bombay Talkie (1970)
- ある王女の自叙伝 Autobiography of a Princess (1975) テレビ映画
- ローズランド Roseland (1977)
- マハラジャ 優雅なる苦悩 Hullabaloo Over Georgie and Bonnie's Pictures (1978)　テレビ映画
- ヨーロピアンズ The Europeans (1978) 原作: ヘンリー・ジェイムズの小説『ヨーロッパ人』
- マンハッタンのジェイン・オースティン Jane Austen in Manhattan (1980)
- カルテット Quartet (1981) 原作: ジーン・リースの同名小説
- 熱砂の日 Heat and Dust (1983) 原作: 自作の同名小説
- ボストニアン The Bostonians (1984) 原作: ヘンリー・ジェイムズの小説『ボストンの人々』
- 眺めのいい部屋 A Room with a View (1985) 原作: E・M・フォースターの同名小説
- マダム・スザーツカ Madame Sousatzka (1988) ジョン・シュレシンジャー監督、原作: バーニス・ルーベンスの同名小説
- ミスター&ミセス・ブリッジ  Mr. and Mrs. Bridge (1990) 原作: エヴァン・S・コネルの小説『Mr. Bridge』と『Mrs. Bridge』
- ハワーズ・エンド Howards End (1991) 原作: E・M・フォースターの同名小説
- 日の名残り The Remains of the Day (1993) 原作: カズオ・イシグロの同名小説
- ジェファソン・イン・パリ/若き大統領の恋 Jefferson in Paris (1994)
- サバイビング・ピカソ Surviving Picasso (1996)
- シャンヌのパリ、そしてアメリカ A Soldier's Daughter Never Cries (1998) 原作: ケイリー・ジョーンズの同名小説
- 金色の嘘 The Golden Bowl (2000) 原作: ヘンリー・ジェイムズの『黄金の盃』
- ル・ディヴォース/パリに恋して Le Divorce (2003) 原作: ダイアン・ジョンソンの同名小説)
- 最終目的地 The City of Your Final Destination (2008) 原作: ピーター・キャメロンの同名小説